# Мария Жозефа Саксонска
Мария Жозефа Каролина Саксонска (на немски: Maria Josepha Carolina von Sachsen) е дъщеря на Август III, крал на Полша от немски произход, и Мария Жозефа Австрийска. През 1747 г. се омъжва за дофина на Франция Луи-Фердинанд дьо Бурбон, син на Луи XV, и става дофина.
На 15 години тя пристига във френския кралски двор, в новото си семейство, разкъсвано от взаимна омраза и напрежение. Кралят Луи XV от 10 години вече живее отделно от кралицата Мария Лешчинска, която обитава собствени покои, заобиколена от тесен кръг приятели. Тя не е забравила факта, че баща ѝ Станислав Лешчински е свален от трона на Полша първо от дядото, а после от бащата на Мария Жозефа.
Същевременно на новата дофина ѝ се налага да се съобразява с фаворитката на краля мадам дьо Помпадур, която на практика доминира в двора, но е ненавиждана от Луи-Фердинанд и сестрите му. Те не спират да обвиняват баща си за изневерите му.
Дофинът, едва 19-годишен и вдовец от първия си брак, боготворен от сестрите си, се измъчва заради страданията на майка си и не скрива неодобрението към баща си, с когото никак не се разбира. В същото време все още страдащ от смъртта на първата си жена, той се държи с новата си съпруга студено и я избягва.
В тази конфликтна семейна обстановка Мария Жозефа успява да намери общ език с всички благодарение на мекия си и спокоен характер. С много търпение и любов тя съумява да покори съпруга си, а така също и да го сближи с баща му. Впрочем Луи XV обожавал снаха си и ѝ имал пълно доверие.
Мария Жозефа ражда 9 деца:
- Мари Тереза (1746 – 1748)
- Мари Зефирин (1750 – 1755)
- Луи (1751 – 1761), херцог на Бургундия
- Ксавие (1753 – 1754), херцог на Аквитания
- Луи XVI (1754 – 1793)
- Луи XVIII (1755 – 1824)
- Шарл X (1757 – 1836)
- Клотилд Френска (1759 – 1802), кралица на Сардиния (1796 – 1802)
- Елизабет Френска (1764 – 1794), екзекутирана по време на Френската революция

Съпругът ѝ Луи-Фердинанд умира от туберкулоза през 1765 г. Мария Жозефа, която всеотдайно се грижи за него до последните му дни, се заразява и също умира на 13 март 1767 г. на 36-годишна възраст.